# 日本の列車愛称一覧
日本の列車愛称一覧（にほんのれっしゃあいしょういちらん）は、日本国内で運行されている（または運行されていた）列車の愛称（列車愛称）を五十音順に並べた一覧である。

## 表記基準および記載事項
- 現在および過去における定期列車および少なくとも数回は定期的に運行されている（されていた）臨時列車のうち、いずれかの記事内で運行時期・運行区間が解説されているものを記載している。
- 列車種別に類するものは記載しない。ただし、愛称が列車種別と兼用されている場合はこの限りではない。また、列車名に種別名を含む場合がある。
- 鉄道車両に対する愛称は記載しない。ただし、車両愛称と列車愛称が同じ場合はある。
- 同一系統で表記は異なるが同じ読みのものはまとめて記載している。原則として最後に使われたものを主とし、他のものを括弧書きとしている。また、表記により系統が大きく異なる場合は別々に記載していることがある。
- 列車愛称は必ずしも運行区間に依拠するものではないことや、ダイヤ改正による運行系統の再編により列車種別の変更や明確な廃止が行われることで、従来使用された列車愛称が再び用いられる事例がまま起こりうることから列車愛称のみの記載とし、詳細はリンクされる項目での記載を参照。

| 目次 | 目次 | 目次 | 目次 | 目次 | 目次 | 目次 | 目次 | 目次 | 目次 | 目次 |
| ---- | ---- | ---- | ---- | ---- | ---- | ---- | ---- | ---- | ---- | ---- |
| わ   | ら   | や   | ま   | は   |      | な   | た   | さ   | か   | あ   |
|      | り   |      | み   | ひ   |      | に   | ち   | し   | き   | い   |
|      | る   | ゆ   | む   | ふ   |      | ぬ   | つ   | す   | く   | う   |
|      | れ   |      | め   | へ   |      | ね   | て   | せ   | け   | え   |
|      | ろ   | よ   | も   | ほ   |      | の   | と   | そ   | こ   | お   |

## あ
- アーバン
- アーバンパークライナー
- あい
- あいづ
- AIZU尾瀬エクスプレス
- AIZUマウントエクスプレス
- あいづライナー
- あいの風ライナー
- I LOVE しまんと
- アイリス
- 青い海
- 青島
- 青の交響曲
- あおば（青葉）
- あおもり
- 赤い快速
- 赤石
- あかぎ
- 赤城夜行
- 赤倉
- あかしや（アカシヤ）
- あかつき
- あかなぎ
- あがの
- 阿寒
- 安芸
- あきがわ
- 安芸路ライナー
- あきた
- 秋田リレー
- あきよし
- アクアライナー
- アクティー
- あけぼの
- 阿佐
- あさかぜ
- あさぎり
  - あさぎり（小田急・JR東海）（朝霧）
  - あさぎり（国鉄）
- あさしお
- あさシャトル
- あさひ
- 旭川
- あさま
- あさま銀嶺
- あしかが大藤まつり号
- あしがら
- あしずり（足摺）
- あしのこ
- あすか
- あずさ
- あずみ
- あそ（阿蘇）
- あそ1962
- あそBOY
- あそぼーい!
- あたご
- あたみ
- あつた
- あづま（吾妻）
- アテルイ
- あばしり
- あぶくま
- あまぎ
- 天草
- 天草グルメ快速「おこしき」
- 天の川
- あまみ
- あまるべ
- あめつち
- あやめ
- Allied Limited
- 有明
- アルプス
- アルペン
- アルペン特急
- アルペンライナー
- 阿波
- 淡路号

## い
- EL&SL奥利根号
- いい古都エクスプレス
- いいで
- いかり
- いこい
- いこま
- いさぶろう
- 石狩（いしかり）
- いしかりライナー
- いしづち
- 伊豆
- いすず
- 出雲（いずも）
- 出雲大社号
- 伊勢
- いそかぜ
- いそつり
- 一村一山
- 185
- いでゆ
- 伊那
- いなさ
- 伊那路
- いなば
- いなほ
- いなわしろ
- 犬吠
- 犬山
- 犬山うかい
- 伊吹
- いぶすき
- 指宿のたまて箱
- イブニング・ウィング号
- イブニングライナー
- いぶり
- いも掘り
- いよ
- 伊予灘ものがたり
- イレブンライナー
- いわき
- 岩木
- いわしろ
- いわすげ
- いわて
- 石見
- 石見ライナー

## う
- ウィークエンドあかぎ
- ウィークエンドフレッシュひたち
- ウィークエンドエクスプレス高知
- ウィング号
- ウィングあずさ
- ウィングエクスプレス
- ウィング踊り子
- WEST EXPRESS 銀河
- 羽越
- うえつ
- うおの
- 潮
- うしお
- 宇治快速
- うずしお
- うそり
- 内房（うち房）
- 内海
- うなづき
- 姥子
- うみかぜ
- 海幸山幸
- うみねこ
- 浦戸
- 宇和海
- うわじま
- 雲仙

## え
- エアポート
- エアポート成田
- エーデル北近畿
- エーデル丹後
- エーデル鳥取
- A列車で行こう
- エキスポ
- エキスポこだま
- エキスポシャトル
- エキスポドリーム
- エキスポトレイン
- エキスポトレインわしゅう
- エキスポライナー
- えさし
- SL碓氷
- SL奥利根号
- SL北びわこ号
- SL銀河
- SL銀河ドリーム号
- SLぐんま みなかみ
- SLぐんま よこかわ
- SL郡山会津路号
- SLすずらん号
- SL大樹
- SL大樹ふたら
- SLニセコ号
- SL函館大沼号
- SLばんえつ物語
- SL磐梯会津路号
- SL人吉
- SL冬の湿原号
- SLみなかみ
- SL村上ひな街道号
- SLもおか
- SLやまぐち号
- S-TRAIN
- 越後
- 越前
- 越山
- etSETOra
- えのしま（江ノ島）
- えびの
- えひめ
- Fライナー
- エメラルド
- えりも
- エルム
- えんれい

## お
- おいこっと
- おいらせ
- 青海川
- おうめ
- 青梅ライナー
- Osaka Express
- 大阪ライナー
- 大島号
- オーシャンアロー
- オーシャンライナーさつま
- 大隅
- おおぞら
- おおとね
- おおとり
- おおよど
- おが（男鹿）
- おき
- おくいず
- 奥出雲おろち号
- おくえつ
- 奥大井
- 奥久慈
- 奥志賀
- おくしり
- 奥只見
- おくたま
- おくちちぶ
- 奥利根
- 奥日光
- 奥能登
- おくみの
- おぐら
- おこしき
- 越生観梅号
- お座トロ展望列車会津浪漫号
- おじか
- 尾瀬夜行
- おとめ（乙女）
- 踊り子
- おはようエクスプレス
- おはようくろしお
- おはようさざなみ
- おはようしおさい
- おはよう信越
- おはようとちぎ
- おはようフレッシュひたち
- おはようライナー
- おはようライナー青梅
- おはようライナー新宿
- おはようライナー逗子
- おはようライナー高尾
- おはようライナー津田沼
- おはようライナー土浦
- おはようわかしお
- オホーツク
- おもいで
- おやすみエクスプレス
- オランダ村特急
- おりひめ
- オリンピア
- おれんじ食堂
- おわら
- おわり
- おんたけ
- 音戸

## か
- カートレイン
- 開運号
- かいおう
- 海峡
- 皆生
- かいけ
- かいじ
- 海星
- 快速軽井沢号
- 快速特急
- 快速湯けむり号
- 外房
- かいもん
- 海里
- 加越
- かえで
- かえで号
- 加賀
- かがやき
  - かがやき（在来線）
  - かがやき（北陸新幹線）
- かくだ
- かささぎ
- かさだけ
- カシオペア
- かしはら
- 鹿島
- かすが
- 爽風
- かたせ
- 月山
- かつらぎ
- 葛城高原号
- かまきた
- かまくら
- 鎌倉
- 神風
- 上高地
- かみち（かみじ、神路）
- 神山
- カムイ（かむい）
- かもしか
- かもめ（鷗）
- かもめビーチ号
- からくに
- からくわ
- からさわ
- からつ
- からつライナー
- からまつ
- 狩勝
- 軽井沢
- 軽井沢リゾート号
- 軽井沢リレー
- かわぐち
- 川越
- 川崎-奥多摩ハイキング号
- かわじ
- かわせみ やませみ
- かわね路号
- カンガルーライナー
  - カンガルーライナーSS60
  - カンガルーライナーNF64
  - カンガルーライナーTF60
- 関西観光号
- 関西観光団体専用列車
- 関西・信越・日光・京都観光団体列車
- 関門

## き
- 紀伊
- きい号
- きかんしゃトーマス号
- 桔梗
- きく
- きさいち快速ハイキング号
- きじま
- 紀州
- きそ
- きそこま
- きそスキーチャオ
- 北アルプス
- きたかみ（北上）
- 北近畿
- きたぐに
- 北たから
- きたみ
- きぬ（鬼怒）
- きぬがわ
- 紀ノ川
- きのくに
- きのくにシーサイド
- きのさき
- 吉備
- きぼう
- ギャロップ
- 九州横断特急
- 九州観光号
- 九州観光団体専用列車
- 京都観光団体専用列車
- 京都・関西・信越・日光観光団体列車
- 京とれいん（京とれいん 雅洛）
- きらきらうえつ
- きらきらみちのく
- きらめき
  - きらめき（JR西日本）
  - きらめき（JR九州）
- きりしま（霧島）
- きりふり
- きょうりゅう電車
- 銀河
- 銀河ドリーム号
- 錦江
- 金星
- きんとき
- ぎんなん
- 金波
- 銀盤
- 銀麟（ぎんりん）
- ぎんりん
- 銀嶺

## く
- 空港ライナー
- くさせんり
- 草津（くさつ）
- 草津いでゆ
- 草津・四万
- 草津白根
- 久慈
- 久慈川
- 九重
- 九十九島
- 九十九里
- くじらなみ
- くしろ湿原ノロッコ号
- くしろ湿原紅葉ノロッコ号
- くずりゅう
- 九千坊号
- くなしり
- 国盗り日本ライン
- 国盗り明治村
- くにさき
- くにびき
- くびき
- くびき野
- くまがわ
- くまの（熊野）
- くまもと
- くもとり
- くりこま
- くろいそ
- くろしお（黒潮）
- 黒潮号
- 黒部
- くろやま
- くろゆり
- くろよん

## け
- 京王ライナー
- 迎光EXPRESS かがやき
- 迎春
- 京葉
- けごん（華厳）
- 月光
- ゲレンデ蔵王
- 玄海（げんかい）
- 原生花園ノロッコ号
- 兼六

## こ
- 航空祭
- 高原
- こうずけ
- 江の川
- こうのとり
- 神戸シーサイドレジャー号
- こうや
- 小江戸
- こがね
- 越路
- こしじ
- 越乃Shu*Kura
- こだま
- ごてんば
- 古都
- 五島
- ことぶき
- こはく
- 護摩
- こまがね
- こまくさ
- こまち
- こまどり
- 五葉
- こよし
- 甲賀路ハイキング号

## さ
- サーモン
- 彩雲
- 西海
- ざおう（蔵王）
- 酒蔵ライナー
- さがの
- 嵯峨野エクスプレス
- 嵯峨野号
- さがみ
- さかり
- 砂丘
- さくら (列車)
- さくらエクスプレス
- 桜EXPRESS
- 桜島
- さざなみ
- サザン
- させぼ
- さだみね
- さち
- さちかぜ
- さつま
- 佐渡
- さぬき
- サフィール踊り子
- サポート
- THE ROYAL EXPRESS
- サロベツ
- さわやかウォーキング
- さわやかひたち
- さわやかライナー
- 山陰
- 山陰観光団体専用列車
- 三ヶ根
- 36ぷらす3
- サンダーバード
- さんべ
- サンポート
- サンポート南風リレー号
- 山陽
- 山陽シティライナー
- サンライズ出雲
- サンライズ瀬戸
- サンライズゆめ
- サンライナー（Sunライナー）
- さんりく

## し
- シーサイドライナー
- しいば
- シーハイル上越
- シーハイル両毛
- シーボルト
- シーリゾート踊り子
- C62ニセコ号
- 汐風
- しおかぜ
- 潮風号
- しおかぜリレー
- しおさい
- しおじ
- 志賀
- しが
- 四国
- 四国号
- 志国土佐 時代の夜明けのものがたり
- 四国まんなか千年ものがたり
- 十国
- シティライナー
- しなの
- しなのサンセット号
- しなのサンライズ号
- しなのサンライナー
- しのぶ
- 志摩
- しまかぜ
- しまね
- しまねライナー
- しまんと
- しもうさ号
- しもきた
- しもつけ
- シャトル・マイハマ
- 十二湖
- しゅぜんじ
- シュプール号
- 招運号
- 上越いでゆ
- 城ヶ島・マリンパーク
- 湘南
- 湘南新宿ライナー
- 湘南日光
- 湘南ライナー
- 常磐伊豆
- じょうもう
- ショッピングトレイン
- 白糸
- 白樺
- しらかみ
- しらぎり
- しらさぎ
- しらぬい
- 白根
- しらね
- しらはま
- しらゆき
- しれとこ
- しれとこ摩周号
- 白い砂
- しろがね
- しろやま
- 信越
- 信越いでゆ
- 信越リレー妙高
- 新幹線リレー号
- しんじ
- 信州
  - 信州（篠ノ井線）
  - 信州（信越本線急行列車）
  - 信州（「しなの」の姉妹列車）
- 新宿さざなみ
- 新宿わかしお
- 新星
- 新雪
- 新東海
- 新特急あかぎ
- 新特急ウィークエンドあかぎ
- 新特急おはようとちぎ
- 新特急草津
- 新特急さわやかあかぎ
- 新特急谷川
- 新特急なすの
- 新特急ホームタウン高崎
- 新特急ホームタウンとちぎ
- 新特急水上
- しんぺい
- 陣馬

## す
- すいごう（水郷）
- 水郷めぐり
- 彗星
- スイフト
- スーパーあずさ
- スーパー有明
- スーパーいなば
- スーパーオイルエクスプレス
- スーパーおおぞら
- スーパーおき
- スーパーおれんじ
- スーパーカムイ
- スーパーくにびき
- スーパーくろしお
- スーパーこまち
- スーパー宗谷
- スーパーつがる
- スーパーとかち
- スーパードラゴン
- スーパー白鳥
- スーパーはくと
- スーパーはこね
- スーパーはつかり
- スーパーひたち
- スーパービュー踊り子
- スーパー北斗
- スーパーホワイトアロー
- スーパーまつかぜ
- スーパーやくも
- スーパー雷鳥
- スーパーライナー
- スーパーラビット
- スーパーレールカーゴ
- 周防
- スカイツリートレイン
- スカイツリーライナー
- スカイライナー
- スカイライン
- スキーリレー号
- 須雲
- 逗子
- すずいし
- すずか
- 鈴鹿グランプリ
- すず風
- すずらん
- スターマイン号
- スターライト
- スノーパル
- スノーモンキー
- スノーラビット
- すばる
- スペーシア X
- スペーシアきぬがわ
- スペーシア日光
- すまた
- するが
- するがシャトル
- すわ
- スワローあかぎ

## せ
- 清流しまんと号
- 石北
- せたな
- せっつ
- 瀬戸（せと）
- 瀬戸内マリンビュー
- せなみ
- 仙石
- 仙山
- 千秋
- 川内エクスプレス
- 仙台シティラビット
- セントラルライナー
- 全農号
- 泉北ライナー

## そ
- 早雲
- 総武
- そうま
- 宗谷
- そそぎ
- そてつ
- そとうみ
- 外房（そと房）
- そとやま
- ソニック
- ソニックにちりん
- そよかぜ
- そらち

## た
- 大観
- 大社
- たいしゃく
- 大正ロマン号
- 大雪
- だいせん
- ダイナスター
- だいや
- タウン
- 高尾
- 高千穂（たかちほ）
- たかはら
- 高嶺
- たかやま
- たから
- たざわ
- 但馬（たじま）
- たちばな
- たてしな
- 立山
- たにがわ
- 谷川
- たねさし
- たまつくり
- たるまえ
- 丹後
- タンゴエクスプローラー
- タンゴディスカバリー
- たんごリレー
- 壇の浦
- たんば
- 丹波

## ち
- ちくご
- ちくま
- ちちぶ
  - ちちぶ（西武）
  - ちちぶ（東武）
- 秩父路
- ちとせ
- ちどり
- 池北
- チボリ号
- 中央ライナー
- 中禅寺
- チューリップ号
- 鳥海
- 長州

## つ
- 通勤ライナー
- つがいけ
- つがる（津軽）
- つくし（筑紫）
- つくばね
- つばさ
- つばめ
- つやま
- つるぎ
- 剣山
- つるみ
- つわの

## て
- THライナー
- TJライナー
- ディーゼル特急
- Dixie Limited
- ていね
- てしおがわ
- 出島
- 出羽
- 天空
- 天都
- 天北
- 天竜
- 天龍号

## と
- 東海
- 道後
- とうほく
- 東北観光団体専用列車
- 東北夏祭り号
- 東北・北海道観光団体専用列車
- とうや（洞爺）
- 東鱗
- ドーム
- とがくし
- とかち（十勝）
- とき
- ときわ
- とげつ
- 土佐
- とさ号
- とっとりライナー
- 鳥羽
- とびうお
- とびうめ
- TOYOTA LONGPASS EXPRESS
- ドラえもん海底列車
- トラストトレイン
- TRAIN SUITE 四季島
- ドリームつばめ
- ドリームにちりん
- トロッコ神楽号
- トロッコファミリー号
- トロッコ列車ゆうすげ号
- トロッコわたらせ渓谷号
- トロッコわっしー号
- トワイライトエクスプレス
- TWILIGHT EXPRESS 瑞風
- 十和田

## な
- ナイトビュー姨捨
- 内房
- 苗場
- 中伊豆
- なかうみ
- 長尾
- ながさき
- ながと（長門）
- ながとろ
- なかよし
- ながら
  - ながら（国鉄）（長良）
  - ながら（長良川鉄道）
- なぎさ
- なすの
- 那智
- なつどまり
- ななうら
- ななつ星 in 九州
- なにわ
- なのはな
- なのはなDX
- なは
- なよろ
- 成田エクスプレス
- 鳴子いでゆ
- なると
- 南紀
- 南紀観光号
- 南紀観光団体専用列車
- 南紀・信越・日光観光号
- 南国
- なんたい
- 南風
- 南風リレー号

## に
- にしき
- 西九州
- 西たから
- ニセコ
- ニセコエクスプレス
- ニセコスキーエクスプレス
- ニセコライナー
- 日南
- 日南マリーン号
- にちりん
- にちりんシーガイア
- 日光（にっこう・日光号）
- 日光山岳夜行
- 日生エクスプレス
- 日本海
- 日本平
- 日本ライン
- にょほう

## ぬ
- ぬさまい
- ヌプリ

## ね
- ねぶたまつり

## の
- ノサップ
- 野沢
- のざわ
- ノスタルジックビュートレイン
- のぞみ
- のぞみリレー
- 能登
- 能登かがり火
- のと恋路号
- のと里山里海号
- 能登路（のとじ）
- のべやま
- のりくら

## は
- ハーバー函館
- ハーバーレインボー
- パールズ
- 拝島ライナー
- ハイパー有明
- ハイパーかもめ
- ハイパーにちりん
- HIGH RAIL 1375
- ハウステンボス
- ハウステンボス（リレーかもめ）
- はぎ
- 白山
- はくたか
- 白鳥
- はくつる
- はくと（白兎）
- 白馬
- はくば
- 羽黒
- はこだてエクスプレス
- はこだてライナー
- はこね
- 八高秩父路
- はしだて
- パシフィック
- はちおうじ
- 八幡平（はちまんたい）
- はつかり
- 八甲田
- はつしま
- はつはな
- はつひ（初日）
- はと
- はなさき
- 花の木金号
- 花嫁のれん
- はぼろ
- はまかいじ
- はまかぜ
- はまな
- はまなす
- はまゆう
- はまゆり
- はやたま
- はやちね
- はやて
- はやと
- はやとの風
- はやとも（早鞆）
- はやぶさ
- ハリウッドエクスプレス
- はりま
- 播磨酒蔵ライナー
- はるか
- はるな
- パルラータ
- はんだ
- ばんだい
- 万博
- はんわライナー

## ひ
- B.B.BASE 内房
- B.B.BASE 佐原
- B.B.BASE 外房
- B.B.BASE 銚子
- ひかり
- ビクトリーはくと
- BCOF train
- ひこさん
- ひこぼし
- 眉山
- 備讃ライナー
- ビジネスサンダーバード
- 日田
- ひだ
- 日高
- 日高ポニー号
- 飛騨路
- ひたち
- ひとよし
- ひのくに
- ひので
- 火の山
- ひば
- ビバあいづ
- ひばら
- ひばり
- ひびき
- ひまわり
- ひむか
- ひめかみ
- ひめかわ
- 姫路ライナー
- ピヤシリ
- ひやま
- ひゅうが（日向）
- ビューさざなみ
- ビューわかしお
- 平戸
- ひるぜん
- びわこ
- びわこエクスプレス
- びわこライナー
- びんご

## ふ
- フェアーウェイ
- フェニックス
- 深浦
- ふくおかライナー
- 富士
- 富士回遊
- ふじかわ（富士川）
- ふじさん
- 富士山
- フジサン特急
- 富士山ビュー特急
- ふじやま
- ふたあら（二荒）
- ふたつ星4047
- ふたば
- 芙蓉
- フライング東上号
- フラノエクスプレス
- 富良野・美瑛ノロッコ号
- フラノラベンダーエクスプレス
- フラノ紅葉エクスプレス
- フラノスキーエクスプレス
- ぶらりお座敷鎌倉号
- ぶらり鎌倉号
- ぶらり横浜・鎌倉号
- フラワーエクスプレス
- ブルーインパルス
- フルーティアふくしま
- フルール踊り子
- ふるさと
- ふるさと雷鳥
- ふるさとライナー九州
- ふるさとライナー山陰
- ふるさとライナー山陽
- ふれあい伊那路
- フレッシュひたち
- ぶんご

## へ
- ベイリゾート
- 平安
- へいわ（平和）
- へぐら
- べっぷ
- べにばな
- ベル・モンターニュ・エ・メール

## ほ
- 伯耆
- 房総
- 房総の休日号
- ホームウェイ
- ホームエクスプレス阿南
- ホームエクスプレス高知
- ホームタウン佐倉
- ホームタウンさざなみ
- ホームタウンしおさい
- ホームタウン高崎
- ホームタウンとちぎ
- ホームタウン成田
- ホームタウンひたち
- ホームタウンわかしお
- ホームライナー
- ホームライナーいずみ
- ホームライナー青梅
- ホームライナー大垣
- ホームライナー大宮
- ホームライナー岡崎
- ホームライナー小田原
- ホームライナー蒲郡
- ホームライナー岐阜
- ホームライナー鴻巣
- ホームライナー古河
- ホームライナー静岡
- ホームライナー逗子
- ホームライナー関ヶ原
- ホームライナー太多
- ホームライナー高尾
- ホームライナー多治見
- ホームライナー千葉
- ホームライナー土浦
- ホームライナー津田沼
- ホームライナー豊橋
- ホームライナー中津川
- ホームライナーながら
- ホームライナー沼津
- ホームライナー浜松
- ホームライナーみえ
- ホームライナー瑞浪
- ホームライナー四日市
- 北越
- 北星
- ほくせつライナー
- 北斗
- 北斗星
- 北陸
- 穂高
- ほづ
- 北海
- 北海道観光
- 坊っちゃん列車
- ホリデーあいづ
- ホリデーあさひかわ
- ホリデーおびひろ
- ホリデー快速あかぎ鎌倉
- ホリデー快速あきがわ
- ホリデー快速あたみ号
- ホリデー快速おくたま
- ホリデー快速鎌倉
- ホリデー快速河口湖
- ホリデー快速湘南号
- ホリデー快速ときわ鎌倉
- ホリデー快速日光
- ホリデー快速ピクニック
- ホリデー快速ビュー鎌倉
- ホリデー快速ビュー湘南
- ホリデー快速ビューやまなし
- ホリデー快速富士山
- ホリデー快速みたけ
- ホリデー快速むさしの
- ホリデーきたみ
- ホリデー仙山
- ホリデー日高
- ホリデービバあいづ
- ホリデー宮城おとぎ街道号
- ホリデーライナーかなざわ
- ホワイトアロー

## ま
- まいづる
- Mt.TAKAO号
- ましけ
- 摩周
- まつかぜ
- Maxあおば
- Maxあさひ
- Maxたにがわ
- Maxとき
- Maxなすの
- Maxやまびこ
- まつしま（松島）
- 松前
- まほろば
- まりも
- マリンエクスプレス踊り子
- マリンドリーム
- マリンパーク号
- マリンブルーくじらなみ号
- マリンライナー
- 丸池
- ○○のはなし
- マンガッタンライナー

## み
- みうらビーチ
- みえ
- 澪つくし号
- みくに
- みさき
- みささ
- 三沢シャトル
- みずしま
- みすず
- みすゞ潮彩
- みずほ
- みたけ
- みちのく
- ミッドナイト
- ミッドナイトEXP高松
- ミッドナイトEXP松山
- みつみね
- みどり
- みどり（リレーかもめ）
- 水上（みなかみ）
- みなとみらい号
- みなとみらいリレー号
- みなとライナー
- 南会津
- 南アルプス号
- 南越後
- 南九州グリーン
- 南三陸
- 南八幡平
- みのぶ
- みのり
- 美保
- みまさか
- みやぎの
- みやざき
- 宮島
- みやづ
- ミュースカイ
- 妙高
- 明星
- 明神
- みよし
- みよしライナー

## む
- ムーンライト
- ムーンライトえちご
- ムーンライト九州
- ムーンライト高知
- ムーンライト山陽
- ムーンライト信州
- ムーンライト仙台
- ムーンライト東京
- ムーンライトながら
- ムーンライト松島
- ムーンライト松山
- ムーンライト八重垣
- むさし
- むさしの
- むさしの号
- むさしのドリーム
- むつ
- むらやま
- むろと
- むろどう
- むろね

## め
- 明治村
- めざましトレイン
- メトロえのしま
- メトロさがみ
- メトロはこね
- メトロホームウェイ
- メトロモーニングウェイ

## も
- モーニング・ウィング号
- モーニングウェイ
- モーニングエクスプレス
- モーニングEXP高松
- モーニングEXP松山
- モーニングライナー
- もがみ
- 最上川（もがみがわ）
- MOTOトレイン
- モトとレール
- もみじ
- もりおか
- もりよし
- 文殊
- モントレー踊り子
- 紋別

## や
- やえがき
- やくおうじ
- 屋久島
- やくも
- 夜行ちどり
- やしま
- やしろ
- やたけ
- 谷津
- 八ケ岳
- 弥彦
- やまぐちライナー
- やましろ
- 大和
- やまとじライナー
- やまのゆ
- やまばと
- やまびこ
- Yankee Limited

## ゆ
- ゆあみ
- ゆうシャトル
- 優駿浪漫
- 友情
- 夕月
- ゆうづる
- ゆぅトピア和倉
- ゆうなぎ
- 夕張
- ゆきぐに
- ゆけむり
- 湯けむり
- ゆけむり〜のんびり号〜
- 湯坂
- ゆざわ
- ゆざわShu*Kura
- ユニバーサルエクスプレス
- ゆのか
- ゆのくに
- ゆのさと
- ゆのはな
- 湯の山温泉サマーライナー
- ゆふ（由布）
- ゆふいんの森
- ゆふDX
- 弓張

## よ
- ようめい
- よこて
- 横浜ベイエリア号
- 横浜みらい号
- よしの川
- 予土
- よど
- 淀快速ターフィー号
- よねしろ
- よねやま

## ら
- 雷鳥
- らいでん
- ライラック
- ライラック旭山動物園号
- ライン
- らうす
- 洛楽
- らくらくトレイン信越
- らくらくトレイン長岡
- らくらくトレイン村上
- らくラクはりま
- らくラクびわこ
- らくらくホームトレイン
- らくラクやまと
- らくらくライナー
- ラビット
- ラピートα
- ラピートβ
- ラベンダーエクスプレス
- ラ・メール号

## り
- リアス
- リアス・シーライナー
- 陸中
- 利尻
- リゾート踊り子
- リゾートしらかみ
- リゾート田園休暇ふらの
- リゾート21
- リゾートビューふるさと
- リゾートみのり
- リゾートやまどり
- リバティ会津
- リバティきぬ
- リバティけごん
- リバティりょうもう
- りゅうおう
- 流氷物語号
- 柳都Shu*Kura
- りょうもう
- リレーかもめ
- リレー号
- リレーつばめ
- りんかん
- りんどう

## る
- るもい

## れ
- Rest Camptrain
- 礼文

## ろ
- ろくもん
- 六甲

## わ
- （ワイドビュー）あさぎり
- （ワイドビュー）伊那路
- （ワイドビュー）しなの
- （ワイドビュー）東海
- （ワイドビュー）南紀
- （ワイドビュー）ひだ
- （ワイドビュー）ふじかわ
- わかあゆ
- わかくさ
- わかさ
- わかしお
- わかとりライナー
- わかば
- わくわく
- わこうど
- わこと
- 鷲羽（わしう）
- わたらせ